# Parvilacerta
Parvilacerta este un gen de șopârle din familia Lacertidae.

Cladograma conform Catalogue of Life:
| Parvilacerta | \| \| Parvilacerta fraasii \| \| \| \| \| \| Parvilacerta parva \| \| \| \| |
|              | \| \| Parvilacerta fraasii \| \| \| \| \| \| Parvilacerta parva \| \| \| \| |
|              | Parvilacerta fraasii                                                        |
|              |                                                                             |
|              | Parvilacerta parva                                                          |
|              |                                                                             |